# Еллинек, Мерседес
Адриана Мануэла Рамона Еллинек (нем. Adriana Manuela Ramona Jellinek), имевшая домашнее прозвище Мерсе́дес (исп. Mercédes, 16 сентября 1889, Вена — 23 февраля 1929, Вена) — дочь австрийского предпринимателя еврейского происхождения Эмиля Еллинека, в честь которой названа автомобильная марка «Мерседес».

## Биография
Адриана Еллинек была третьим ребёнком в семье Эмиля Еллинека и Рахель Гоггман Центроберт (нем. Rachel Goggmann Cenrobert, 1854—1893). Внучка главного раввина Вены Адольфа Еллинека, мать была сефардского происхождения и уроженкой Алжира. Mercédes от лат. merces «дары», «награды») — распространенное в быту в испаноязычных странах женское имя, означает «милосердная».
Её отец, австрийский банкир и совладелец автомобильной фирмы Готтлиба Даймлера, назвал в честь дочери марку выпускаемого на предприятии автомобиля.
«Мерседес» представлял собой сочетание элементов прежних моделей «Даймлера» и таких технических новшеств как штампованная рама и механический привод впускных клапанов, от которого позднее пришлось отказаться. Машина оказалась необычайно послушной в управлении и, главное, надежной в эксплуатации. С того времени наименование «Мерседес» стало визитной карточкой фирмы «Даймлер»: все последующие модели этой фирмы выходят под этой маркой.
Первой в серии был автомобиль «Mercedes 35 PS» модели 1901 года. 23 февраля 1902 года слово «Mercedes» было зарегистрировано в качестве официальной товарной марки. В том же году на автомобильной выставке в Париже был вывешен на стенде портрет Мерседес. А в июне 1903 года Эмиль Еллинек получил официальное разрешение на смену фамилии с «Еллинек» на «Еллинек-Мерседес».
Мерседес жила в Вене, и была известна двумя скандальными разводами. Первым мужем был барон Карл фон Шлоссер, от которого родились сын и дочь. Семья разорилась во время Первой мировой войны, вскоре после окончания которой она оставила мужа вместе с детьми. Вторым мужем был скульптор барон Рудольф Леопольд фон Вайгль.
Она музицировала, и у неё был неплохой голос, но отцовской любви к автомобилям она никогда не разделяла. Скончалась от рака кости в 1929 году.
Её брат — австрийский литератор Рауль Фердинанд Еллинек(1888—1939).